# Johannes (Erzählung)
Johannes ist eine Erzählung des deutschen Schriftstellers Heinz Körner.

## Das Buch
Das Erstlingswerk von Heinz Körner erschien 1978 im Amp-Verlag. Die folgenden Auflagen im Lucy Körner Verlag. Johannes wurde in zahlreiche Sprachen übersetzt, so auch ins Japanische, Koreanische und Chinesische. Die Erzählung ist aus der Perspektive eines Ich-Erzählers geschrieben.

### Inhalt
Der Inhalt des Buches ist in weiten Teilen ein Gespräch zwischen dem Ich-Erzähler Klaus, einem Angestellten, und Johannes, einem geheimnisvollen älteren Mann. Es beschreibt laut Matthias Bullach, der die Erzählung als Hörbuch eingelesen und herausgebracht hat, in vier Kapiteln die „magische Reise des Erzählers zu sich selbst“, „die Scheinwelt aus Lügen und Kompromissen, die wir alle um uns herum aufgebaut haben“, „das Bewusstsein, wie sehr wir in unserer Feigheit gefangen sind und die Entwicklung unserer Fähigkeiten behindern“, „die Einzigartigkeit und Bedeutung jedes einzelnen Menschen“, „den Mut und die Kraft, den eigenen Weg zu finden“ sowie „das Geheimnis des Lebens“.

### Aufbau
Im ersten Kapitel Die Begegnung lernt Klaus Johannes kennen. Das zweite und längste Kapitel Das Gespräch bildet nach dem Auftakttreffen den Hauptteil der Erzählung. Im dritten Kapitel Die Heimkehr findet der Erzähler nach seinem Treffen mit Johannes zurück nach Hause und überdenkt das Gehörte. Das Buch im letzten Kapitel ist das Geschenk, das Johannes dem Erzähler mitgegeben hat, und beinhaltet nochmals zukünftige Handlungs- und Lebensvorschläge.

### Darin zitierte und besprochene Buchtitel
Der Text Bitte höre was ich sage ... zitiert auf drei Seiten aus Von der Schwierigkeit zu lieben von Tobias Brocher. Zudem wird in der Erzählung über den Bildband Nur Menschen von Oswald Kettenberger gesprochen.

## Rezeption
Die Erzählung stand mehr als 300 Wochen lang auf der Spiegel-Bestsellerliste des Branchenmagazins Buchreport  und verkaufte sich weit über 1 Million Mal. Rezensionen bzw. Literaturkritiken dazu in namhaften Zeitungen o. ä. sind nicht bekannt.

## Ausgaben

### Taschenbücher
- Johannes. Erzählung. Amp-Verlag, Fellbach 1978. ISBN 3-922028-00-4
- Johannes. Erzählung. Lucy Körner Verlag, Fellbach 1978. (30. Aufl. 1990) ISBN 3-922028-00-4.

### Hörbuch
- Johannes – Ungekürzte Lesefassung. Eingelesen von Matthias Bullach. MATTABU-Production, Hamburg 2003. ISBN 978-3-00-012145-6.